# Sokouhoué
Sokouhoué är en ort i Benin. Den ligger i den södra delen av landet, 110 km väster om huvudstaden Porto-Novo. Sokouhoué ligger 155 meter över havet och antalet invånare är 11 998.
Terrängen runt Sokouhoué är platt. Runt Sokouhoué är det tätbefolkat, med 530 invånare per kvadratkilometer.. Närmaste större samhälle är Dogbo, 14,8 km sydost om Sokouhoué.
Omgivningarna runt Sokouhoué är en mosaik av jordbruksmark och naturlig växtlighet.